# رودیون کاماتارو
رودیون کاماتارو (رومانیایی: Rodion Cămătaru؛ زادهٔ ۲۲ ژوئن ۱۹۵۸) بازیکن فوتبال اهل رومانی بود.

## باشگاهی
از باشگاه‌هایی که در آن بازی کرده‌است می‌توان به دینامو بخارست، هیرنفین، رویال شارلوا، و یونیورسیتاتئا کرایووا اشاره کرد.
وی در مسابقات بین‌المللی در مجموع برندهٔ ۱ مدال برنز شده‌است.